# Wesley Taylor
Wesley Taylor (* 13. srpna 1986) je americký divadelní herec a zpěvák. Jeho nejznámější divadelní role jsou v muzikálech Rock of Ages a The Addams Family. V televizi vystupuje ve vedlejší roli v seriálu Smash.

## Životopis
Narodil se v Jižní Karolíně, ale vyrostl v Orlandu na Floridě, kde absolvoval na Dr. Phillips High School a má magisterský titul v herectví z North Carolina School of the Arts. Na druhé uvedené škole vystupoval ve hrách Jindřich IV. a West Side Story.
Jeho rodiče pobývali v Číně, kde učili na univerzitě: "Je to pro ně celkem těžké přijít sem a vidět hry, ve kterých sem. Vždycky trochu žárlím na ostatní rodiny ... Ale své rodiče miluji a zcela je respektuji. Jsou ti, kteří se nechtěli usadit a znudit ve středním věku a chtěli znovu začít a přestěhovat se do jiné země."

## Kariéra
V létě 2008 vystoupil v muzikálu See Rock City and Other Destinations. Muzikál vyhrál cenu Richarda Rodgerse a cenu Jerryho Bocka. Jeho broadwayský debut přišel v rockovém muzikálu Rock of Ages, kde byl v původním obsazení hry v roli Franze. S svou roli vyhrál cenu Theatre World Award a byl nominován na Outer Critics Circle Award.
Jeho druhou větší rolí na Broadwayi byl Lucas Beineke v muzikálu The Addams Family. Rok předtím si tuto roli ještě zahrál v chicagském provedení tohoto muzikálu. Muzikál měl na Broadwayi premiéru v dubnu 2010 a Taylor se zde objevil po boku Krysty Rodriguez, která hraje Wednesday Addams, Lucasovu lásku. Taylor opustil muzikál dne 8. března 2011.
Také se zúčastnil scénického čtení hry s názvem A Dog's Tale (or The Thing About Getting) v Kennedy Center. Dne 7. března 2011 hrál titulní roli po boku Lauren Moliny ve čtení divadelní adaptace Obraz Doriana Graye od Oscara Wilda, v úpravě od dramatika Michaela Ravera. Objevil se v televizi v pořadech One Life to Live, Live! with Regis and Kelly, The Today Show, Good Morning America a Late Night with Conan O'Brien.
Dne 2. dubna 2011, Taylor, Erin Davie, Ann Harada, Kendrick Jones a Burke Moses vystoupili na koncertu Broadway Tribute (Pocta Broadwayi) v Northportu na Long Islandu v Engeman Theater. Výkony na koncertě obsahovali "umělce, kteří upravovali písně, které zpívají na Broadwayi".
Poté ztvárnil Michaela "Mouse" Tollivera ve světové premiéře muzikálu Tales of the City (založeném na knižní sérii od Armisteada Maupina). Představení začala od 18. května 2011 v San Francisku v American Conservatory Theatre, pod režijním vedením Jasona Moora. Po třech prodlouženích měl muzikál derniéru 31. července 2011.
Získal roli v televizním seriálu Smash, který pojednává o vzniku broadwayského muzikálu. Wesley hraje Bobbyho, výbušného tanečníka, který se nebojí říct nahlas to, co si myslí.